# Eibertingen
Eibertingen (Frans: Ebertange) is een Duitstalig gehucht in de deelgemeente Amel, van de gelijknamige gemeente in de Belgische provincie Luik.

## Bezienswaardigheden
- Sint-Sebastiaankapel

## Nabijgelegen kernen
Iveldingen, Deidenberg, Amel, Schoppen, Ondenval
Deelgemeenten: Amel · Heppenbach · Meyerode

Overige kernen: Born · Deidenberg · Eibertingen · Halenfeld · Hepscheid · Herresbach · Iveldingen · Medell · Mirfeld · Möderscheid · Montenau · Schoppen · Valender · Wereth

Belgische gemeenten · Duitstalige Gemeenschap · Arrondissement Verviers · Luik · Wallonië